# Gołańcz
Gołańcz é um município da Polônia, na voivodia da Grande Polônia e no condado de Wągrowiec. Estende-se por uma área de 12,64 km², com 3 360 habitantes, segundo os censos de 2016, com uma densidade de 265,8 hab/km².